# 丹波市立市島中学校
丹波市立市島中学校（たんばしりつ いちじまちゅうがっこう）は、兵庫県丹波市市島町上垣にある公立中学校。
鹿集城跡（かたかりじょうせき）に位置する。

## 校歌
丹波市立市島中学校  校歌
- 作詞：村岡 和胤
- 作曲：中西 覚

## 校区
- 丹波市立吉見小学校
- 丹波市立竹田小学校
- 丹波市立鴨庄小学校
- 丹波市立前山小学校
- 丹波市立三輪小学校

## 校区が隣接している学校
- 丹波市立春日中学校
- 丹波市立氷上中学校
- 丹波市立青垣中学校

以下は京都府。
- 福知山市立成和中学校
- 福知山市立桃映中学校
- 福知山市立六人部中学校
- 福知山市立三和中学校